# GRRR!
GRRR! – album kompilacyjny brytyjskiej grupy rockowej The Rolling Stones. Płyta upamiętnia pięćdziesiątą rocznicę założenia zespołu i zawiera dwie nowe piosenki "Doom and Gloom" i "One More Shot". Zostały one nagrane w sierpniu 2012 roku. Płytę promował singel "Doom and Gloom", do którego nakręcono teledysk z członkami zespołu i szwedzką aktorką Noomi Rapace, wyreżyserowany przez szwedzkiego reżysera Jonasa Åkerlunda. Okładkę zaprojektował Walton Ford i przedstawia ona goryla z wywieszonym jęzorem (logo zespołu).
Składanka w Polsce uzyskała certyfikat dwukrotnie platynowej płyty.

## Edycje
Wydano 6 różnych edycji, zawierające różne liczby utworów.
- edycja dwupłytowa CD, w diamentowym etui, z 40 utworami i 12-stronnicową książką (sprzedawana w Australii, Azji, niektórych krajach Europy i u wybranych sprzedawców w USA
- trójpłytowy CD digipak z 50 utworami i 12-stronnicową książką
- trójpłytowy CD box set z 50 utworami i 36-stronnicową książką w twardej okładce i 5 pocztówkami
- pięciopłytowa, winylowy box set z 50 utworami
- jednopłytowa edycja Audio Blu-Ray z 50 utworami i 12-stronnicową książką (sprzedawana tylko w Europie i Meksyku)
- czteropłyowy CD box set z 80 utworami, bonusami (7-calowy winyl i CD) książką w twardej okładce, plakatem i pocztówkami

## Lista utworów
Wszystkie piosenki napisane przez Micka Jaggera i Keitha Richardsa, jeżeli nie zaznaczono inaczej.

### Wydanie dwupłytowe z 40 utworami

#### Płyta pierwsza
1. "Come On" (Chuck Berry)
2. "Not Fade Away" (Charles Hardin/Norman Petty)
3. "It's All Over Now" (Bobby Womack/Shirley Jean Womack)
4. "Little Red Rooster" (Willie Dixon)
5. "The Last Time"
6. "(I Can’t Get No) Satisfaction"
7. "Get Off of My Cloud"
8. "As Tears Go By" (Mick Jagger/Keith Richards/Andrew Loog Oldham)
9. "19th Nervous Breakdown"
10. "Have You Seen Your Mother, Baby, Standing In The Shadow?"
11. "Paint It, Black"
12. "Let's Spend the Night Together"
13. "Ruby Tuesday"
14. "Jumpin' Jack Flash"
15. "Street Fighting Man"
16. "Sympathy for the Devil"
17. "Honky Tonk Women"
18. "You Can't Always Get What You Want"
19. "Gimme Shelter"
20. "Wild Horses"

#### Płyta druga
1. "Brown Sugar"
2. "Tumbling Dice"
3. "It's Only Rock 'n Roll (But I Like It)"
4. "Angie"
5. "Fool to Cry"
6. "Beast of Burden"
7. "Miss You"
8. "Respectable"
9. "Emotional Rescue"
10. "Start Me Up"
11. "Waiting on a Friend"
12. "Happy"
13. "Undercover of the Night"
14. "Harlem Shuffle" (Earnest Nelson/|Robert Relf)
15. "Mixed Emotions"
16. "Love Is Strong"
17. "Anybody Seen My Baby?" (Mick Jagger/Keith Richards/k.d. lang/Ben Mink)
18. "Don't Stop"
19. "Doom and Gloom"
20. "One More Shot"

### Wydanie trzypłytowe z 50 utworami

#### Płyta pierwsza
1. "Come On" (Chuck Berry)
2. "Not Fade Away" (Charles Hardin/Norman Petty)
3. "It's All Over Now" (Bobby Womack/Shirley Jean Womack)
4. "Little Red Rooster" (Willie Dixon)
5. "The Last Time"
6. "(I Can’t Get No) Satisfaction"
7. "Time Is on My Side" (Jerry Ragovoy)
8. "Get Off of My Cloud"
9. "Heart of Stone"
10. "19th Nervous Breakdown"
11. "As Tears Go By" (Mick Jagger/Keith Richards/Andrew Loog Oldham)
12. "Paint It, Black"
13. "Under My Thumb"
14. "Have You Seen Your Mother, Baby, Standing in the Shadow?"
15. "Ruby Tuesday"
16. "Let's Spend the Night Together"
17. "We Love You"

#### Płyta druga
1. "Jumpin' Jack Flash"
2. "Honky Tonk Women"
3. "Sympathy for the Devil"
4. "You Can't Always Get What You Want"
5. "Gimme Shelter"
6. "Street Fighting Man"
7. "Wild Horses"
8. "She's a Rainbow"
9. "Brown Sugar"
10. "Happy"
11. "Tumbling Dice"
12. "Angie"
13. "Rocks Off"
14. "Doo Doo Doo Doo Doo (Heartbreaker)"
15. "It's Only Rock 'n Roll (But I Like It)"
16. "Fool to Cry"

#### Płyta trzecia
1. "Miss You"
2. "Respectable"
3. "Beast of Burden"
4. "Emotional Rescue"
5. "Start Me Up"
6. "Waiting on a Friend"
7. "Undercover of the Night"
8. "She Was Hot"
9. "Streets of Love"
10. "Harlem Shuffle" (Earnest Nelson/Robert Relf)
11. "Mixed Emotions"
12. "Highwire"
13. "Love Is Strong"
14. "Anybody Seen My Baby?" (Mick Jagger/Keith Richards/k.d. lang/Ben Mink)
15. "Don't Stop"
16. "Doom and Gloom"
17. "One More Shot"

### Wydanie czteropłytowe z 80 utworami

#### Płyta pierwsza
1. "Come On" (Chuck Berry)
2. "I Wanna Be Your Man" (Lennon/McCartney)
3. "Not Fade Away" (Charles Hardin/Norman Petty)
4. "That's How Strong My Love Is" (Roosevelt Jamison)
5. "Little Red Rooster" (Willie Dixon)
6. "The Last Time"
7. "(I Can’t Get No) Satisfaction"
8. "Heart of Stone"
9. "Get Off of My Cloud"
10. "She Said Yeah" (Sonny Christy/Roddy Jackson)
11. "I'm Free"
12. "Play with Fire" (Nanker Phelge)
13. "Time Is on My Side" (Jerry Ragovoy)
14. "19th Nervous Breakdown"
15. "Paint It, Black"
16. "Have You Seen Your Mother, Baby, Standing in the Shadow?"
17. "She's a Rainbow"
18. "Under My Thumb"
19. "Out of Time"
20. "As Tears Go By" (Mick Jagger/Keith Richards/Andrew Loog Oldham)

#### Płyta druga
1. "Let's Spend the Night Together"
2. "Mother's Little Helper"
3. "We Love You"
4. "Dandelion"
5. "Lady Jane"
6. "Flight 505"
7. "2000 Light Years from Home"
8. "Ruby Tuesday"
9. "Jumpin' Jack Flash"
10. "Sympathy for the Devil"
11. "Child of the Moon"
12. "Salt of the Earth"
13. "Honky Tonk Women"
14. "Midnight Rambler"
15. "Gimme Shelter"
16. "You Got the Silver"
17. "You Can't Always Get What You Want"
18. "Street Fighting Man"
19. "Wild Horses"

#### Płyta trzecia
1. "Brown Sugar"
2. "Bitch"
3. "Tumbling Dice"
4. "Rocks Off"
5. "Happy"
6. "Doo Doo Doo Doo Doo (Heartbreaker)"
7. "Angie"
8. "It's Only Rock 'n Roll (But I Like It)"
9. "Dance Little Sister"
10. "Fool to Cry"
11. "Respectable"
12. "Miss You"
13. "Shattered"
14. "Far Away Eyes"
15. "Beast of Burden"
16. "Emotional Rescue"
17. "Dance (Pt. 1)" (Mick Jagger/Keith Richards/Ronnie Wood)
18. "She's So Cold"
19. "Waiting on a Friend"
20. "Neighbours"

#### Płyta czwarta
1. "Start Me Up"
2. "Undercover of the Night"
3. "She Was Hot"
4. "Harlem Shuffle" (Earnest Nelson/Robert Relf)
5. "Mixed Emotions"
6. "Highwire"
7. "Almost Hear You Sigh" (Mick Jagger/Keith Richards/Steve Jordan)
8. "You Got Me Rocking"
9. "Love Is Strong"
10. "I Go Wild"
11. "Like A Rolling Stone" (Bob Dylan)
12. "Anybody Seen My Baby?" (Mick Jagger/Keith Richards/k.d. lang/Ben Mink)
13. "Saint of Me"
14. "Don't Stop"
15. "Rough Justice"
16. "Rain Fall Down"
17. "Streets of Love"
18. "Plundered My Soul"
19. "Doom and Gloom"
20. "One More Shot"

#### CD Bonus - IBC Demos, 1963
1. "Diddley Daddy"
2. "Road Runner"
3. "Bright Lights, Big City"
4. "Honey What's Wrong"
5. "I Want to Be Loved"

#### Winylowy bonus - 7″ vinyl EP - BBC session, 1964
Strona pierwsza
1. "Route 66"
2. "Cops and Robbers"

Strona druga
1. "You Better Move On"
2. "Mona (I Need You Baby)"

## The Rolling Stones
- Mick Jagger - śpiew, harmonijka, gitary, instrumenty klawiszowe, instrumenty perkusyjne
- Keith Richards - gitara akustyczna, gitara elektryczna, śpiew (wokal prowadzący w "Happy"), instrumenty klawiszowe, gitara basowa, instrumenty perkusyjne
- Charlie Watts - perkusja, instrumenty perkusyjne
- Brian Jones (1962-1969) - gitary, harmonijka, instrumenty klawiszowe, instrumenty perkusyjne, wokal wspierający, banjo, sitar, mandolina, gitara basowa, flet prosty, cymbały appallaskie, saksofon, klarnet, marimba, ksylofon, dzwonki, harfa, tabla, mirliton, autoharp, wibrafon
- Bill Wyman (1962-1992) - gitara basowa, instrumenty klawiszowe, wokal wspierający, instrumenty perkusyjne
- Mick Taylor (1969-1974) - gitary, wokal wspierający
- Ronnie Wood (1975-obecnie) - gitary, wokal wspierający
- Darryl Jones (nieoficjalny członek) (1993-obecnie) - gitara basowa